# Gareth Bale
O.B.E. Gareth Frank Bale (Cardiff, 16 luglio 1989) è un ex calciatore gallese, di ruolo attaccante.
Considerato uno tra i migliori calciatori della sua generazione (nonostante diversi infortuni di cui alcuni pesanti patiti nella seconda parte di carriera), è cresciuto nel settore giovanile del Southampton, squadra con cui ha esordito da professionista. Nell'estate del 2007, all'età di diciotto anni, si trasferisce al Tottenham, con cui si afferma come uno dei più promettenti talenti della sua generazione, conquistando una Coppa di Lega inglese e, a livello individuale, per due volte il PFA's Best Player of the Year (2011 e 2013). Nell'estate del 2013 si trasferisce al Real Madrid per una cifra complessiva di 100 milioni di euro, che ne fanno, in quel momento, l'acquisto più costoso nella storia del calcio. Con la squadra spagnola ha vinto tre campionati spagnoli, una Coppa del Re, tre Supercoppe di Spagna, cinque UEFA Champions League, tre Supercoppe UEFA e quattro Coppe del mondo per club FIFA.
Con la nazionale gallese, di cui è il primatista di presenze e di reti, ha partecipato a due edizioni del campionato d'Europa (2016 e 2020) e a una del campionato del mondo (2022).
Il 2 giugno 2022, per meriti sportivi e umanitari, venne nominato dalla regina Elisabetta II membro dell'Ordine dell'Impero Britannico.

## Caratteristiche tecniche
Giocatore estremamente versatile, poteva essere schierato in numerosi ruoli: ala sinistra o destra, trequartista, mezza punta e, all'occorrenza, terzino sinistro, suo ruolo originale. Questa versatilità era dovuta anche al suo essere in possesso di un tiro molto potente con entrambi i piedi (anche se mancino naturale), che gli consentiva di essere un buon marcatore anche da posizioni fortemente arretrate, nonché di un'ottima resistenza fisica. Era anche abile nei cross e nei calci piazzati. Con l'arrivo di André Villas-Boas sulla panchina del Tottenham, ha iniziato ad essere impiegato come trequartista nel 4-2-3-1, ottenendo eccellenti risultati anche in fase realizzativa. Era dotato di esplosività ed elasticità e di una notevole velocità, anche grazie alla sua falcata: secondo il Centro di Medicina Sportiva dell'università di Brunel per uno studio della FIFA, Bale avrebbe raggiunto la velocità massima di 39,09 km/h, risultando uno dei giocatori più veloci al mondo.

## Carriera

### Club

#### Gli inizi, Southampton
Da bambino frequenta la "Eglwys Newydd Primary School", scuola primaria del quartiere di Whitchurch. A dodici anni alla "Whitchurch High School", incomincia a praticare diversi sport tra cui atletica, rugby, cricket e calcio. Gli osservatori del Southampton lo notano e lo selezionano per dei provini presso la Saints Academy di Bath. A 15 anni lascia così la scuola, dopo aver vinto la "Cardiff and Vale Senior Cup" con gli Under-18, e, grazie ai massimi voti conseguiti in Educazione fisica, riceve il premio per i "Servizi resi allo Sport" dal Dipartimento di disciplina.
Il 1º luglio 2005 viene messo sotto contratto dal Southampton, appena retrocesso in Football League Championship, ma nella stagione subito seguente non viene mai impiegato. L'esordio arriva il 17 aprile 2006, nella gara vinta contro il Millwall per 2-0: all'età di 16 anni e 235 giorni il gallese diventa il secondo più giovane giocatore ad essere sceso in campo con la maglia del Southampton, dopo Theo Walcott.

#### Tottenham

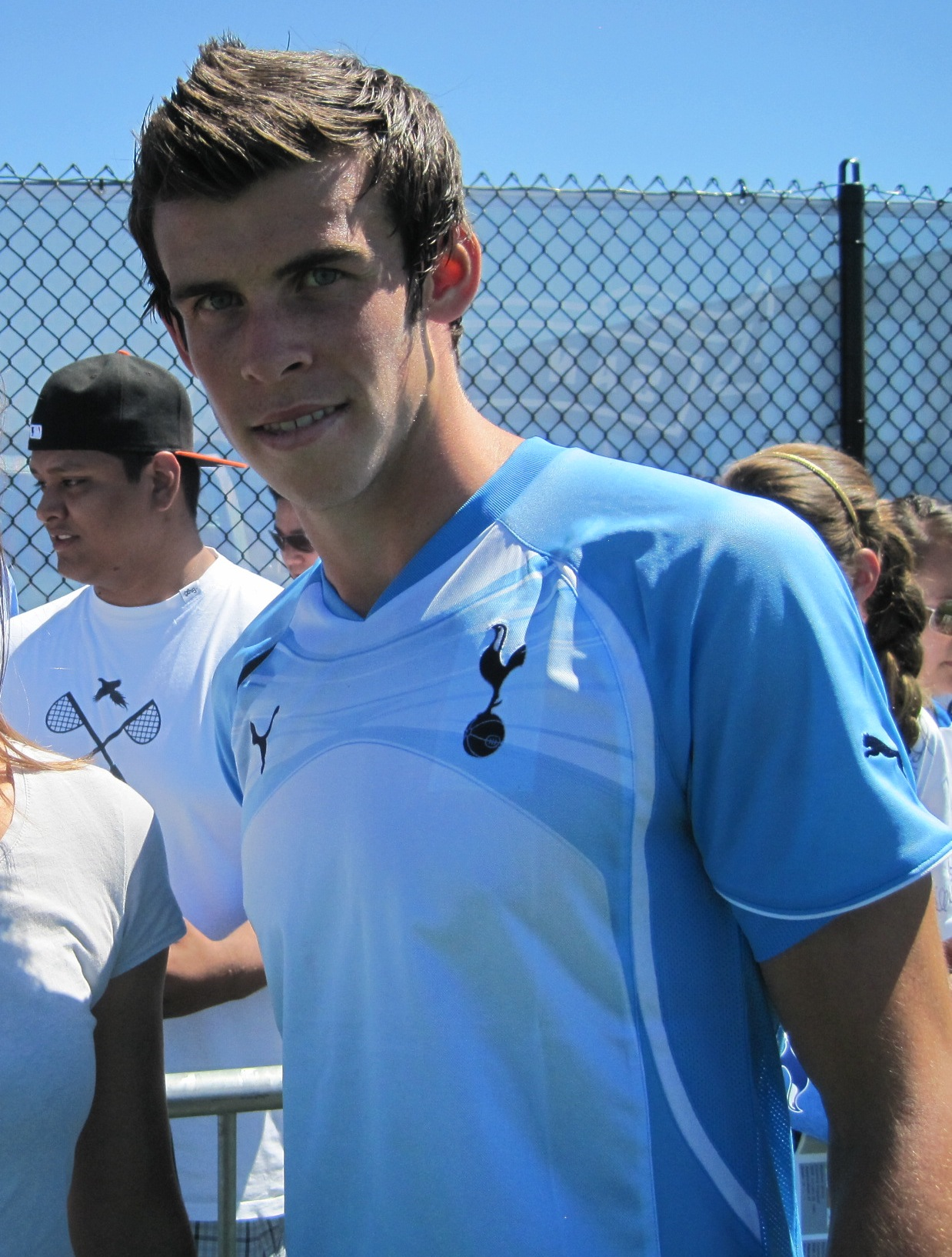
Bale in allenamento al Tottenham nel 2010

Il 25 maggio 2007 si trasferisce al Tottenham per 5 milioni di sterline. Esordisce in gara ufficiale il 26 agosto successivo nella partita contro il Manchester Utd. Segna quindi il suo primo gol per gli Spurs il 1º settembre 2007 nel pareggio per 3-3 con il Fulham. Nelle stagioni seguenti trova sempre maggior spazio; il 13 aprile 2010 realizza una rete nella partita contro i rivali dell'Arsenal, fissando il punteggio sul 2-1; si ripete quattro giorni dopo andando a segno contro il Chelsea, risultando Man of the Match dell'incontro.
La stagione 2010-2011 è molto prolifica in quanto a realizzazioni. Il 21 agosto, nella gara vinta per 2-1 contro lo Stoke City, mette a referto la prima doppietta della sua carriera (e, nella fattispecie, in campionato): la prima rete è un rimpallo fortunato, mentre la seconda nasce da un tiro al volo di sinistro che si infila all'incrocio dei pali. Il 20 ottobre seguente, sigla la sua prima tripletta tra i professionisti in Inter-Tottenham (4-3), partita della terza giornata della fase a gironi della Champions League 2010-2011: i gol, arrivati sul parziale di 4-0, scaturiscono tutti da tiri col sinistro scagliati dalla corsia mancina. Conclude la stagione 2010-2011 con 42 partite e 11 gol fra tutte le competizioni.
Il 24 settembre segna il suo primo gol della stagione 2011-2012 nell'incontro giocato in casa contro il Wigan Athletic conclusasi sul 2-1 per il Tottenham. Sigla altre reti al terzo appuntamento della stagione, il 30 ottobre, due gol contro il Queens Park Rangers nella vittoria conseguita in casa per 3-1. Prosegue il buon momento con il primo gol nella vittoria per 3-1 sul Fulham la settimana successiva.

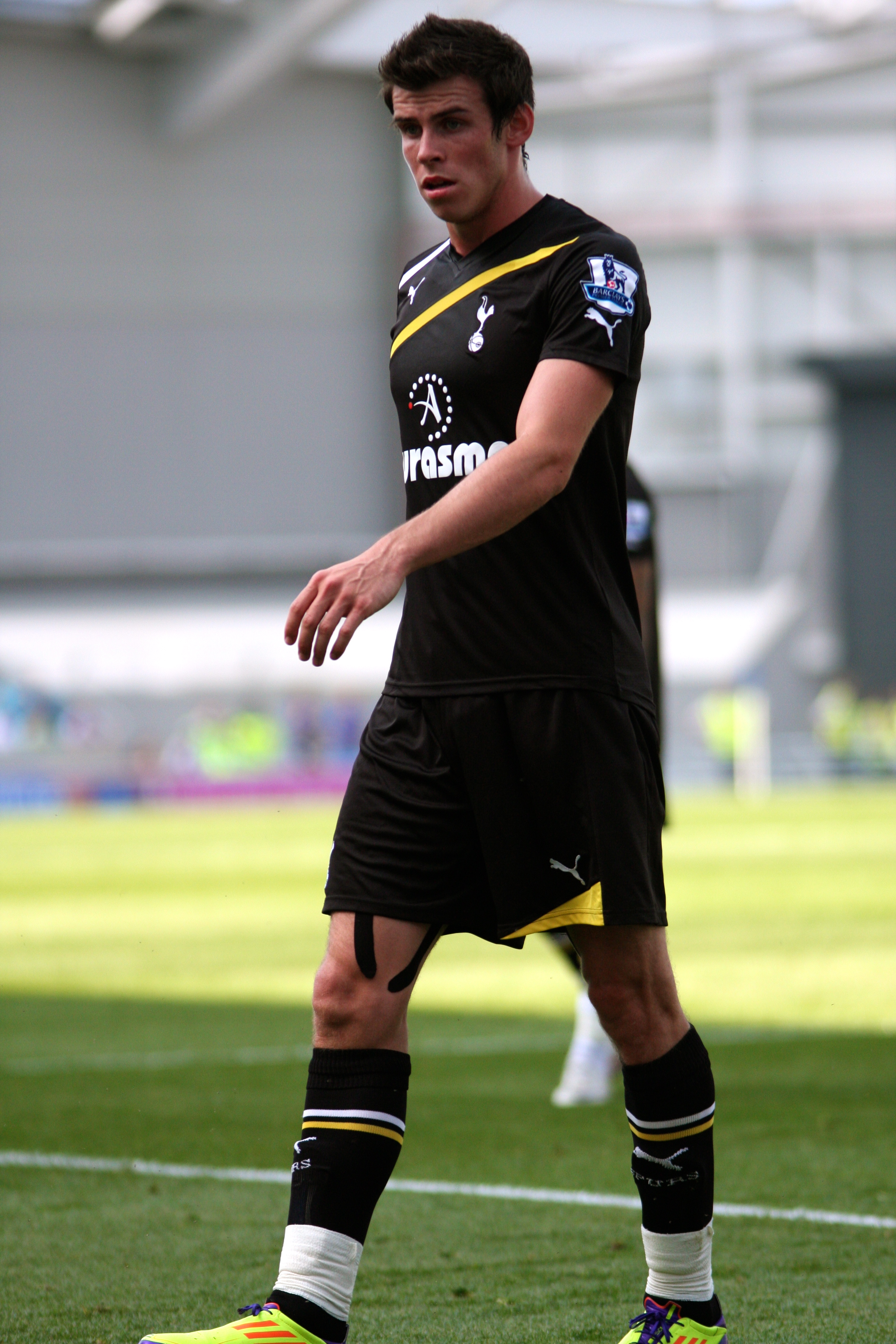
Bale nel 2011 con la maglia degli Spurs

Inizia la stagione 2012-2013 in grande forma, segnando 5 gol nelle prime 12 giornate di campionato e tre nelle qualificazioni al campionato mondiale del 2014. Il 26 dicembre realizza la sua seconda tripletta in carriera nel match contro l'Aston Villa, terminato 0-4 a favore degli Spurs. Il 9 febbraio 2013, dopo aver deciso la sfida contro il West Bromwich, risulta nuovamente decisivo nel match contro il Newcastle Utd, dove mette a segno una doppietta che permette agli Spurs di battere i Magpies per 2-1. Cinque giorni dopo si ripete nell'incontro contro l'Olympique Lione valido per i sedicesimi di Europa League, realizzando una doppietta su calcio di punizione che permette al Tottenham di imporsi 2-1 sui francesi. Il 25 febbraio, nel ventesimo anniversario della scomparsa di Bobby Moore, realizza una doppietta al Upton Park contro il West Ham Utd, rendendosi decisivo nel 2-3 finale degli Spurs. Nella successiva partita di campionato, il 3 marzo 2013 contro gli storici rivali dell'Arsenal, va ancora a segno nel 2-1 che permette al Tottenham di aggiudicarsi il 141º Derby di Londra. Nell'ultima giornata di campionato contro il Sunderland segna con un tiro da fuori area il gol della vittoria, regalando alla sua squadra i tre punti; tuttavia il successo sui Black Cats e il record di punti si rivelano inutili per la qualificazione ai preliminari di Champions League, in seguito al successo dell'Arsenal sul campo del Newcastle Utd.
Chiude la sua esperienza al Tottenham vincendo sia il premio di Giocatore dell'anno della PFA per la seconda volta (eguagliato il record di Thierry Henry, Cristiano Ronaldo, Mark Hughes e Alan Shearer) che quello di Giovane dell'anno della PFA, divenendo così il terzo giocatore, dopo Andy Gray e Cristiano Ronaldo, a vincere entrambi i riconoscimenti nella stessa stagione. Le reti complessive sono 26, di cui 21 (record personale) in campionato, eguagliando il record di Teddy Sheringham in Premier League.

#### Real Madrid

##### 2013-2016

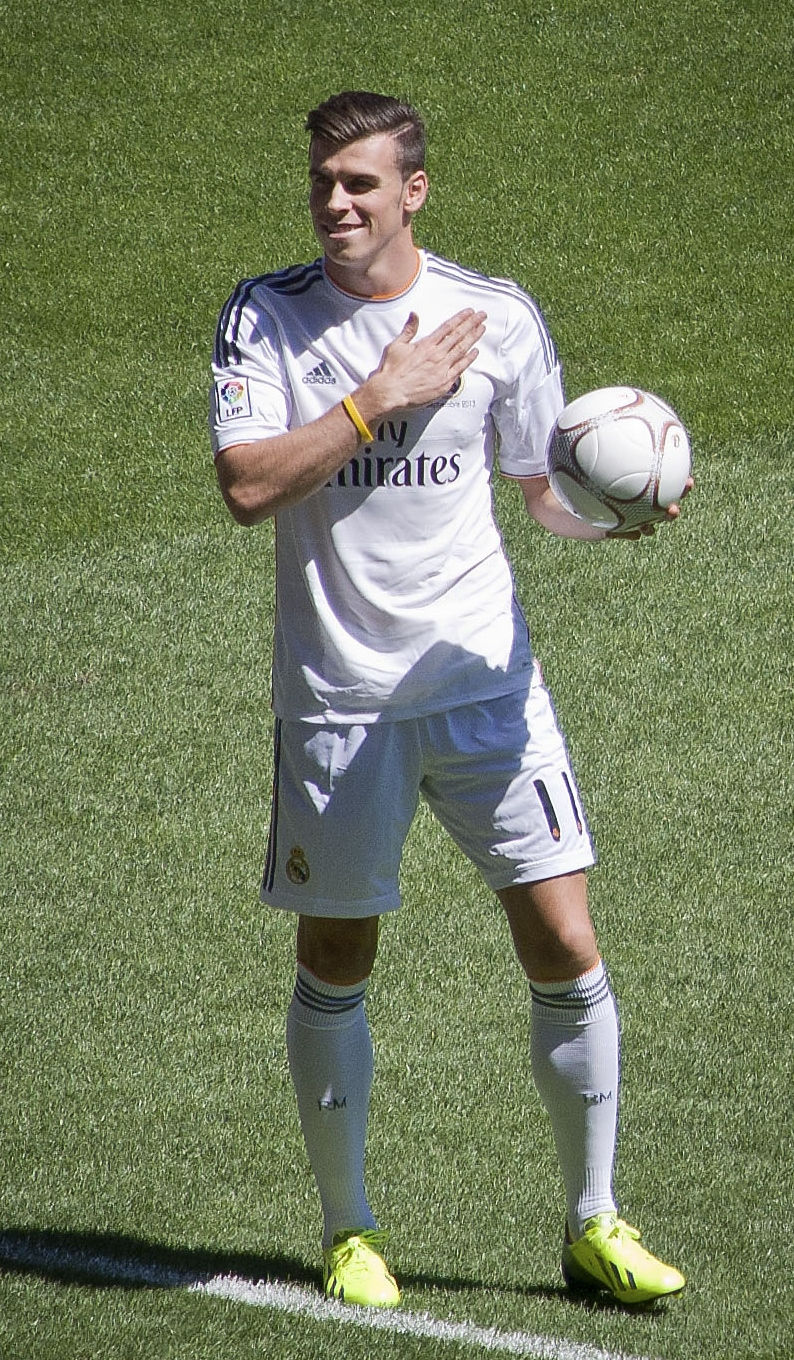
Bale durante la presentazione al Santiago Bernabeu nel 2013

Il 1º settembre 2013 il Tottenham dichiara attraverso un comunicato sul suo sito ufficiale di aver ceduto il giocatore al Real Madrid; il costo dell'operazione non è stato reso noto. Secondo la BBC il passaggio è costato alla squadra spagnola 85 milioni di sterline – al cambio una cifra leggermente inferiore a 100 milioni di euro – mentre Real Madrid TV, il canale televisivo edito dalla società spagnola, ha sostenuto che il costo dell'operazione è stato pari a 91 milioni di euro (inferiore dunque a quello record che aveva portato Cristiano Ronaldo dal Manchester United al Real Madrid). Nel gennaio del 2016 è stato pubblicato il contratto di acquisto del giocatore, dal quale è emerso come il corrispettivo realmente versato al Tottenham Hotspur sia pari a 100 milioni di euro, facendo del trasferimento di Bale dalla squadra inglese a quella spagnola l'allora trasferimento più oneroso di sempre. Al giocatore gallese viene assegnata la maglia numero 11.
Esordisce in campionato il 14 settembre nella partita esterna disputata contro il Villarreal, giocando dal primo minuto e segnando il gol del momentaneo 1-1, suo primo gol in assoluto con la maglia dei blancos. L'esordio in Champions League con la nuova squadra avviene il 5 ottobre, nel 4-0 inflitto al Copenaghen, mentre la prima rete ufficiale nella competizione giunge dopo due giornate, a Torino, nel 2-2 contro la Juventus. Il 16 aprile 2014 segna il gol del definitivo 2-1 contro il Barcellona nella finale di Coppa del Re, conquistando il suo primo titolo con la casacca dei blancos. Il 24 maggio 2014, nella finale di Champions League contro l'Atlético Madrid, sigla il gol del momentaneo 2-1 ai tempi supplementari (4-1 il risultato finale), consentendo al Real Madrid di conquistare la sua decima Champions League. Diventa, tra l'altro, il primo giocatore gallese a segnare in una finale di UEFA Champions League. Conclude la prima stagione in Spagna collezionando 44 presenze e segnando 22 reti, di cui 15 in campionato, 1 in Copa del Rey e 6 in Champions League.

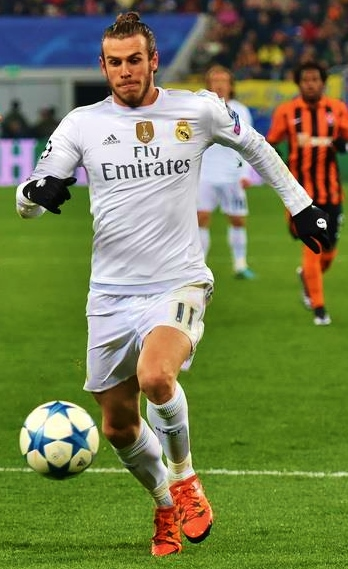
Bale in azione contro lo Shakhtar in Champions League, nel 2015

La stagione 2014-2015 si apre con la conquista della Supercoppa europea, vinta il 12 agosto 2014 battendo 2-0 il Siviglia, vincitore dell'Europa League. Il 23 agosto 2014 perde la Supercoppa di Spagna contro i rivali storici dell'Atlético Madrid, con un complessivo 2-1, maturato tra l'1-1 della gara di andata e la sconfitta per 1-0 in quella di ritorno. La prima rete nella stagione 2014-2015 arriva nella seconda giornata di Liga, ai danni della Real Sociedad, incontro terminato 4-2 per i baschi. Si ripete nella prima giornata della fase a gironi della Champions League, segnando il gol del momentaneo 2-0 nella vittoria per 5-1 contro il Basilea. Segna la prima doppietta stagionale 3 giorni dopo, nel pirotecnico incontro vinto 8-2 dai blancos sul campo del Deportivo La Coruña. Durante la Coppa del mondo per club mette a segno 2 gol, uno nella semifinale vinta contro il Cruz Azul per 4-0 e uno nella finale vinta contro il San Lorenzo per 2-0, aiutando le merengues a vincere la competizione. Conclude la stagione con 48 presenze e 17 reti.
Il 20 dicembre 2015 mette a segno un poker di reti nella vittoria interna per 10-2 contro il Rayo Vallecano. Il 9 gennaio 2016 segna tre reti nella partita vinta 5-0 contro il Deportivo La Coruña, partita che vede il debutto di Zidane come allenatore dei blancos. Il 20 marzo 2016 segna un gol nella partita vinta 4-0 in casa contro il Siviglia. Il 28 maggio 2016 vince la Champions League, battendo in finale ai rigori l'Atlético Madrid dopo l'1-1 al termine dei tempi supplementari: per Bale, che propizia con una deviazione di testa il gol di Sergio Ramos, si tratta del secondo successo nella competizione con la maglia dei blancos.

##### 2016-2020
L'annata 2016-2017 si apre con il successo nella Supercoppa europea contro il Siviglia (3-2 dopo i tempi supplementari) e prosegue con quello nella Coppa del mondo per club contro i Kashima Antlers (4-2 dopo i tempi supplementari), pur senza collezionare presenze in entrambe le competizioni. A fine stagione Bale si aggiudica anche il suo primo campionato, al quale contribuisce con 7 gol in 19 presenze, e la sua terza Champions League, vinta superando 4-1 in finale la Juventus.
L'annata 2017-2018 inizia con le vittorie nella Supercoppa europea, conquistata battendo 2-1 il Manchester Utd, e nella Supercoppa spagnola, ottenuta battendo il Barcellona 3-1 all'andata e 2-0 al ritorno. A dicembre vince anche la Coppa del mondo per club: Bale segna il gol del 2-1 contro l'Al-Jazira in semifinale e gioca da subentrato la finale vinta per 1-0 contro il Grêmio. Nell'arco dell'annata colleziona 39 presenze e 21 gol complessivi, pur non partendo sempre titolare. Il 26 maggio è assoluto protagonista nella vittoriosa finale di Champions League, realizzando la doppietta con cui i blancos sconfiggono 3-1 il Liverpool e si aggiudicano la terza Champions League consecutiva: grazie a queste due reti, una delle quali messa a segno in rovesciata, Bale diventa il primo calciatore a realizzare più di un gol da subentrato nella finale della massima competizione europea.
La stagione 2018-2019 si apre con la sconfitta nella Supercoppa europea, persa per 4-2 contro l'Atlético Madrid dopo i tempi supplementari. A dicembre il gallese vince la Coppa del mondo per club, segnando una tripletta nella semifinale vinta per 3-0 contro il Kashima Antlers e disputando da titolare la finale vinta 4-1 contro l'Al-Ain. Durante l'annata il suo contributo di gol diminuisce rispetto alle stagioni precedenti, soprattutto in campionato. Nella stagione 2019-2020, pur vincendo la sua seconda Liga, lo spazio in squadra diminuisce ulteriormente e nella parte finale della stagione il giocatore finisce ai margini della rosa dei Blancos.

#### Ritorni a Tottenham e Real Madrid
Il 19 settembre 2020, a sette anni di distanza dal suo passaggio al Real Madrid, fa ritorno al Tottenham con la formula del prestito annuale. Esordisce il 18 ottobre, subentrando nella partita di campionato pareggiata per 3-3 in casa contro il West Ham Utd. Torna al gol con la maglia degli Spurs il 1º novembre, in una gara contro il Brighton. Il 3 dicembre, in una gara contro il LASK Linz valida per l'UEFA Europa League, mette a segno la sua 200ª rete in carriera. La sua prima tripletta dopo il ritorno agli Spurs arriva il 2 maggio, nella vittoria casalinga per 4-0 contro il già retrocesso Sheffield Utd. In tutto mette insieme 34 presenze, 16 gol e 3 assist, riportando diversi infortuni in questa stagione.
Terminato il prestito al Tottenham, il 28 giugno 2021 torna al Real Madrid, ritrovando in panchina Ancelotti. Nonostante il poco spazio trovato nel corso della stagione, aggiunge altri tre trofei al suo palmarès: vince, infatti, la sua terza Liga, la sua terza Supercoppa di Spagna e la sua quinta UEFA Champions League, pur non scendendo in campo nella finale contro il Liverpool allo Stade de France.
Nel giugno 2022 lascia definitivamente la squadra madrilena dopo otto stagioni.

#### Los Angeles FC
Rimasto svincolato dopo la scadenza del suo contratto con il Real Madrid, il 17 luglio 2022 viene ufficializzato il suo passaggio al Los Angeles FC, club della Major League Soccer. Lo stesso giorno, fa il proprio debutto con il club losangelino, subentrando al 72' minuto di una gara contro il Nashville. Il 23 luglio trova la prima rete in MLS con cui fissa il punteggio sullo 0-2 in favore di Los Angeles contro lo Sporting K.C.
Il 2 ottobre 2022, al termine della regular season, si aggiudica con la sua squadra il MLS Supporters’ Shield. Il 5 novembre successivo segna al 129’ il gol che fissa il definitivo 3-3 nella finale MLS contro il Philadelphia Union; il Los Angeles FC vince poi l’incontro ai tiri di rigore, conquistando dunque la MLS Cup.
Il 9 gennaio 2023 Bale annuncia il ritiro dall'attività agonistica, all'età di trentatré anni.

### Nazionale

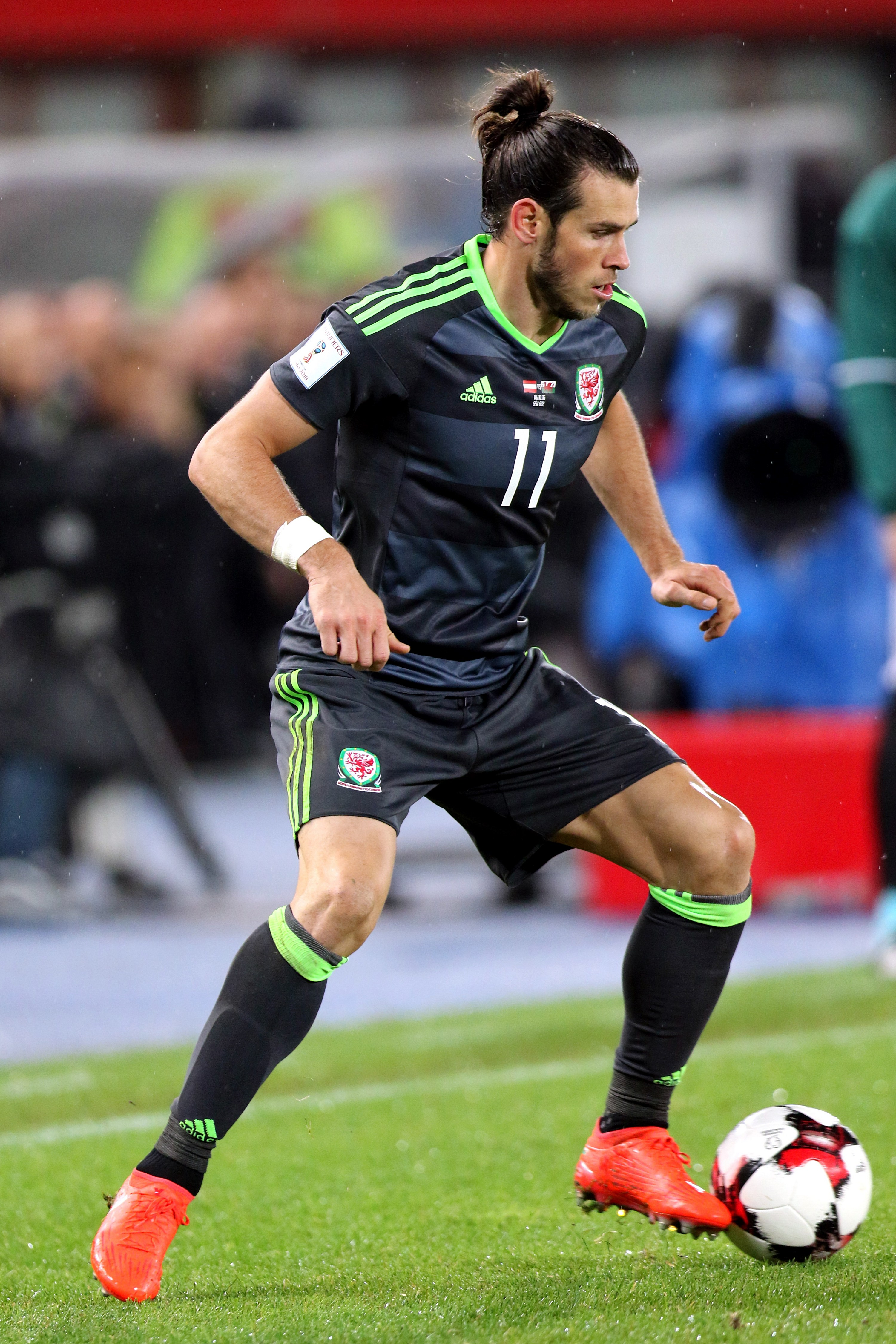
Bale in azione con la maglia del Galles nel 2016

Il 27 maggio 2006 fa il suo esordio ufficiale in nazionale maggiore nella partita amichevole disputata a Graz contro Trinidad e Tobago, entrando al 55' al posto di David Vaughan e fornendo peraltro a Robert Earnshaw l'assist per il gol definitivo 2-1: egli diventa così, all'età di 16 anni e 315 giorni, il calciatore più giovane ad aver mai vestito la divisa della nazionale gallese, record poi superato dal centrocampista Harry Wilson, che il 15 ottobre 2013 scese in campo all'età di 16 anni e 207 giorni. Segna il suo primo gol con la maglia dei Dragoni il 7 ottobre 2006, in un match di qualificazione agli Europei 2008 contro la Slovacchia, perso per 5-1: in tale circostanza diviene anche il più giovane realizzatore nella storia della rappresentativa gallese. Con 7 gol in 10 presenze totali contribuisce alla prima storica qualificazione del Galles agli Europei 2016.
Il 31 maggio 2016 è inserito nella rosa dei 23 convocati per il campionato d'Europa in Francia, dove all'esordio assoluto dei Dragoni nel torneo, l'11 giugno, realizza su punizione il primo gol della partita contro la Slovacchia, vinta per 2-1 del Galles, cui fa seguito la rete nel secondo match del girone, perso 2-1 contro l'Inghilterra, e infine quella nel terzo incontro siglando il definitivo 3-0 sulla Russia. Rimane tuttavia a secco di gol nella fase a eliminazione diretta, malgrado nella sfida degli ottavi di finale contro l'Irlanda del Nord propizi l'autogol di McAuley che decide il "derby" britannico: il cammino dei gallesi si arresta in semifinale, sconfitti per 2-0 dai futuri campioni del Portogallo. Il 22 marzo 2018, nell'amichevole giocata con la Cina vinta 6-0 a Nanning, realizza la sua prima tripletta con la nazionale maggiore, superando Ian Rush e divenendo il miglior marcatore nella storia dei Dragoni.
Convocato per Euro 2020, questa volta non ripete l'exploit dell'edizione precedente con i gallesi, che vengono eliminati agli ottavi dalla Danimarca per 4-0.
Il 13 novembre 2021 raggiunge quota 100 presenze con i dragoni nel successo per 5-1 contro la Bielorussia.
Nella finale dei play-off di qualificazione ai Mondiali 2022, segna su punizione il gol del definitivo 1-0 contro l'Ucraina, permettendo così al Galles di qualificarsi, dopo più di mezzo secolo, ad un mondiale.

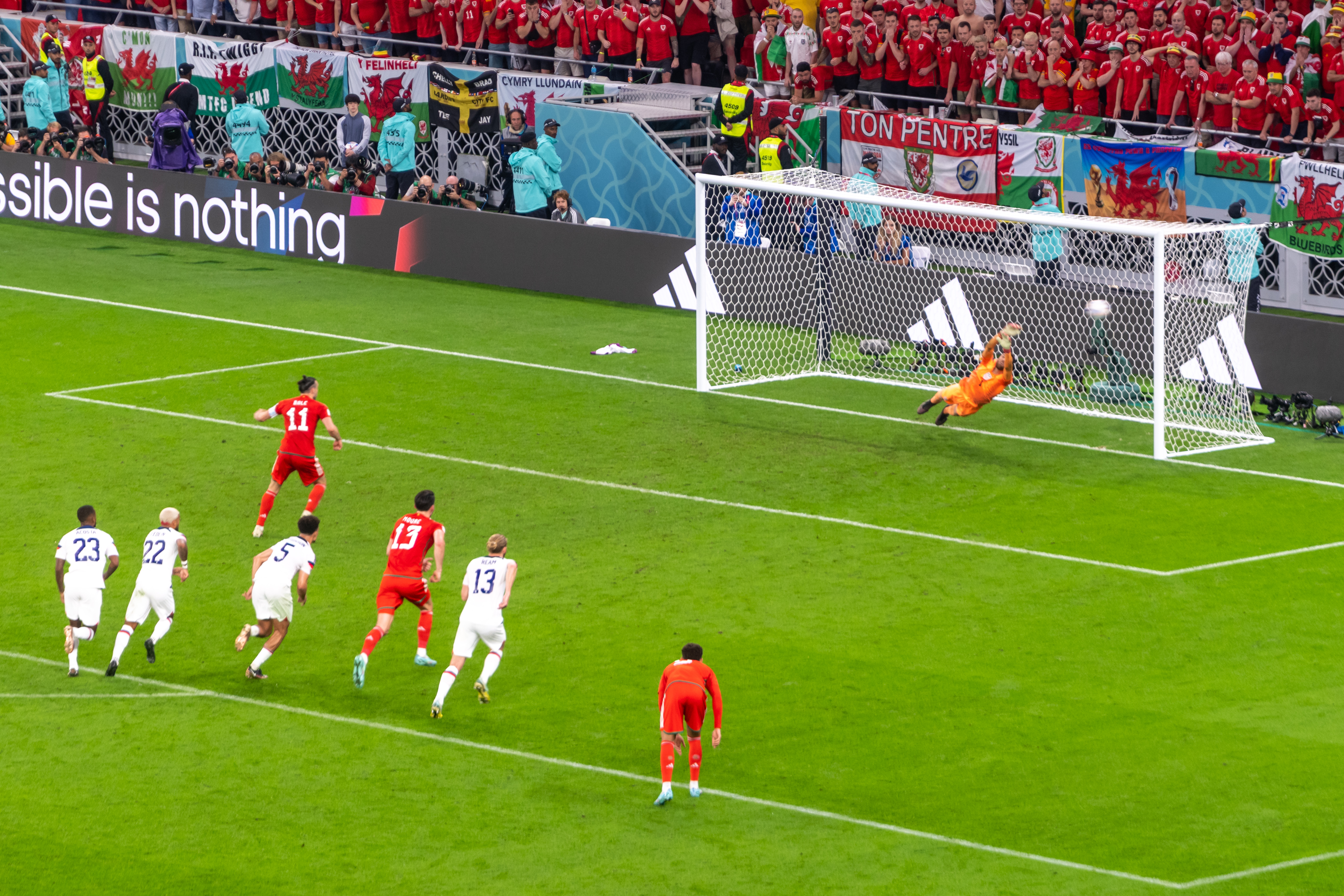
Bale trasforma un calcio di rigore contro gli al

Convocato per disputare la fase finale del torneo, nella partita inaugurale del Galles disputata ad Al Rayyan contro gli Stati Uniti segna su calcio di rigore la rete che fissa il punteggio sul definitivo 1-1.

## Statistiche
Tra club e nazionale maggiore, Gareth Bale ha collezionato 664 presenze segnando 226 reti, con una media di 0.34 gol a partita.

### Presenze e reti nei club
Statistiche aggiornate al termine della carriera
| Stagione           | Squadra            | Campionato         | Campionato | Campionato | Coppe nazionali | Coppe nazionali | Coppe nazionali | Coppe continentali | Coppe continentali | Coppe continentali | Altre coppe | Altre coppe | Altre coppe | Totale | Totale |
| Stagione           | Squadra            | Comp               | Pres       | Reti       | Comp            | Pres            | Reti            | Comp               | Pres               | Reti               | Comp        | Pres        | Reti        | Pres   | Reti   |
| ------------------ | ------------------ | ------------------ | ---------- | ---------- | --------------- | --------------- | --------------- | ------------------ | ------------------ | ------------------ | ----------- | ----------- | ----------- | ------ | ------ |
| 2005-2006          | Southampton        | FLC                | 2          | 0          | FACup+CdL       | 0               | 0               | -                  | -                  | -                  | -           | -           | -           | 2      | 0      |
| 2006-2007          | Southampton        | FLC                | 38+1       | 5+0        | FACup+CdL       | 1+3             | 0               | -                  | -                  | -                  | -           | -           | -           | 43     | 5      |
| Totale Southampton | Totale Southampton | Totale Southampton | 40+1       | 5+0        |                 | 4               | 0               |                    | -                  | -                  |             | -           | -           | 45     | 5      |
| 2007-2008          | Tottenham          | PL                 | 8          | 2          | FACup+CdL       | 0+1             | 0+1             | CU                 | 3                  | 0                  | -           | -           | -           | 12     | 3      |
| 2008-2009          | Tottenham          | PL                 | 16         | 0          | FACup+CdL       | 2+5             | 0               | CU                 | 7                  | 0                  | -           | -           | -           | 30     | 0      |
| 2009-2010          | Tottenham          | PL                 | 23         | 3          | FACup+CdL       | 8+3             | 0               | -                  | -                  | -                  | -           | -           | -           | 34     | 3      |
| 2010-2011          | Tottenham          | PL                 | 30         | 7          | FACup+CdL       | 0               | 0               | UCL                | 11                 | 4                  | -           | -           | -           | 41     | 11     |
| 2011-2012          | Tottenham          | PL                 | 36         | 9          | FACup+CdL       | 4+0             | 2+0             | UEL                | 2                  | 1                  | -           | -           | -           | 42     | 12     |
| 2012-2013          | Tottenham          | PL                 | 33         | 21         | FACup+CdL       | 2+1             | 1+1             | UEL                | 8                  | 3                  | -           | -           | -           | 44     | 26     |
| 2013-2014          | Real Madrid        | PD                 | 27         | 15         | CR              | 5               | 1               | UCL                | 12                 | 6                  | -           | -           | -           | 44     | 22     |
| 2014-2015          | Real Madrid        | PD                 | 31         | 13         | CR              | 2               | 0               | UCL                | 10                 | 2                  | SU+SS+Cmc   | 1+2+2       | 0+0+2       | 48     | 17     |
| 2015-2016          | Real Madrid        | PD                 | 23         | 19         | CR              | 0               | 0               | UCL                | 8                  | 0                  | -           | -           | -           | 31     | 19     |
| 2016-2017          | Real Madrid        | PD                 | 19         | 7          | CR              | 0               | 0               | UCL                | 8                  | 2                  | SU+Cmc      | 0           | 0           | 27     | 9      |
| 2017-2018          | Real Madrid        | PD                 | 26         | 16         | CR              | 2               | 1               | UCL                | 7                  | 3                  | SU+SS+Cmc   | 1+1+2       | 0+0+1       | 39     | 21     |
| 2018-2019          | Real Madrid        | PD                 | 29         | 8          | CR              | 3               | 0               | UCL                | 7                  | 3                  | SU+Cmc      | 1+2         | 0+3         | 42     | 14     |
| 2019-2020          | Real Madrid        | PD                 | 16         | 2          | CR              | 1               | 1               | UCL                | 3                  | 0                  | SS          | 0           | 0           | 20     | 3      |
| 2020-2021          | Tottenham          | PL                 | 20         | 11         | FACup+CdL       | 2+2             | 1+1             | UEL                | 10                 | 3                  | -           | -           | -           | 34     | 16     |
| Totale Tottenham   | Totale Tottenham   | Totale Tottenham   | 166        | 53         |                 | 30              | 7               |                    | 41                 | 11                 |             | -           | -           | 237    | 71     |
| 2021-2022          | Real Madrid        | PD                 | 5          | 1          | CR              | 0               | 0               | UCL                | 2                  | 0                  | SS          | 0           | 0           | 7      | 1      |
| Totale Real Madrid | Totale Real Madrid | Totale Real Madrid | 176        | 81         |                 | 13              | 3               |                    | 57                 | 16                 |             | 12          | 6           | 258    | 106    |
| lug.-dic. 2022     | Los Angeles FC     | MLS                | 12+1       | 2+1        | USOC            | 0               | 0               | -                  | -                  | -                  | -           | -           | -           | 13     | 3      |
| Totale carriera    | Totale carriera    | Totale carriera    | 391        | 142        |                 | 47              | 10              |                    | 99                 | 27                 |             | 12          | 6           | 553    | 185    |

### Cronologia presenze e reti in nazionale
| Cronologia completa delle presenze e delle reti in nazionale ― Galles | Cronologia completa delle presenze e delle reti in nazionale ― Galles | Cronologia completa delle presenze e delle reti in nazionale ― Galles | Cronologia completa delle presenze e delle reti in nazionale ― Galles | Cronologia completa delle presenze e delle reti in nazionale ― Galles | Cronologia completa delle presenze e delle reti in nazionale ― Galles | Cronologia completa delle presenze e delle reti in nazionale ― Galles | Cronologia completa delle presenze e delle reti in nazionale ― Galles |
| Data                                                                  | Città                                                                 | In casa                                                               | Risultato                                                             | Ospiti                                                                | Competizione                                                          | Reti                                                                  | Note                                                                  |
| --------------------------------------------------------------------- | --------------------------------------------------------------------- | --------------------------------------------------------------------- | --------------------------------------------------------------------- | --------------------------------------------------------------------- | --------------------------------------------------------------------- | --------------------------------------------------------------------- | --------------------------------------------------------------------- |
| 27-5-2006                                                             | Graz                                                                  | Galles                                                                | 2 – 1                                                                 | Trinidad e Tobago                                                     | Amichevole                                                            | -                                                                     | 55’                                                                   |
| 5-9-2006                                                              | Londra                                                                | Galles                                                                | 0 – 2                                                                 | Brasile                                                               | Amichevole                                                            | -                                                                     | 46’                                                                   |
| 7-10-2006                                                             | Cardiff                                                               | Galles                                                                | 1 – 5                                                                 | Slovacchia                                                            | Qual. Euro 2008                                                       | 1                                                                     |                                                                       |
| 11-10-2006                                                            | Cardiff                                                               | Galles                                                                | 3 – 1                                                                 | Cipro                                                                 | Qual. Euro 2008                                                       | -                                                                     |                                                                       |
| 24-3-2007                                                             | Dublino                                                               | Irlanda                                                               | 1 – 0                                                                 | Galles                                                                | Qual. Euro 2008                                                       | -                                                                     | 76’                                                                   |
| 28-3-2007                                                             | Cardiff                                                               | Galles                                                                | 3 – 0                                                                 | San Marino                                                            | Qual. Euro 2008                                                       | 1                                                                     |                                                                       |
| 22-8-2007                                                             | Burgas                                                                | Bulgaria                                                              | 0 – 1                                                                 | Galles                                                                | Amichevole                                                            | -                                                                     | 46’                                                                   |
| 8-9-2007                                                              | Cardiff                                                               | Galles                                                                | 0 – 2                                                                 | Germania                                                              | Qual. Euro 2008                                                       | -                                                                     |                                                                       |
| 12-9-2007                                                             | Trnava                                                                | Slovacchia                                                            | 2 – 5                                                                 | Galles                                                                | Qual. Euro 2008                                                       | -                                                                     |                                                                       |
| 13-10-2007                                                            | Nicosia                                                               | Cipro                                                                 | 3 – 1                                                                 | Galles                                                                | Qual. Euro 2008                                                       | -                                                                     |                                                                       |
| 17-10-2007                                                            | Serravalle                                                            | San Marino                                                            | 1 – 2                                                                 | Galles                                                                | Qual. Euro 2008                                                       | -                                                                     | 42’                                                                   |
| 6-9-2008                                                              | Cardiff                                                               | Galles                                                                | 1 – 0                                                                 | Azerbaigian                                                           | Qual. Mondiali 2010                                                   | -                                                                     | 59’                                                                   |
| 10-9-2008                                                             | Mosca                                                                 | Russia                                                                | 2 – 1                                                                 | Galles                                                                | Qual. Mondiali 2010                                                   | -                                                                     |                                                                       |
| 11-10-2008                                                            | Cardiff                                                               | Galles                                                                | 2 – 0                                                                 | Liechtenstein                                                         | Qual. Mondiali 2010                                                   | -                                                                     |                                                                       |
| 15-10-2008                                                            | Mönchengladbach                                                       | Germania                                                              | 1 – 0                                                                 | Galles                                                                | Qual. Mondiali 2010                                                   | -                                                                     |                                                                       |
| 19-11-2008                                                            | Copenaghen                                                            | Danimarca                                                             | 0 – 1                                                                 | Galles                                                                | Amichevole                                                            | -                                                                     | 87’                                                                   |
| 11-2-2009                                                             | Faro                                                                  | Galles                                                                | 0 – 1                                                                 | Polonia                                                               | Amichevole                                                            | -                                                                     |                                                                       |
| 28-3-2009                                                             | Cardiff                                                               | Galles                                                                | 0 – 2                                                                 | Finlandia                                                             | Qual. Mondiali 2010                                                   | -                                                                     |                                                                       |
| 1-4-2009                                                              | Cardiff                                                               | Galles                                                                | 0 – 2                                                                 | Germania                                                              | Qual. Mondiali 2010                                                   | -                                                                     |                                                                       |
| 29-5-2009                                                             | Llanelli                                                              | Galles                                                                | 1 – 0                                                                 | Estonia                                                               | Amichevole                                                            | -                                                                     |                                                                       |
| 10-10-2009                                                            | Helsinki                                                              | Finlandia                                                             | 2 – 1                                                                 | Galles                                                                | Qual. Mondiali 2010                                                   | -                                                                     |                                                                       |
| 14-10-2009                                                            | Vaduz                                                                 | Liechtenstein                                                         | 0 – 2                                                                 | Galles                                                                | Qual. Mondiali 2010                                                   | -                                                                     | 84’                                                                   |
| 14-11-2009                                                            | Cardiff                                                               | Galles                                                                | 3 – 0                                                                 | Scozia                                                                | Amichevole                                                            | -                                                                     |                                                                       |
| 3-3-2010                                                              | Swansea                                                               | Galles                                                                | 0 – 1                                                                 | Svezia                                                                | Amichevole                                                            | -                                                                     | 67’                                                                   |
| 3-9-2010                                                              | Podgorica                                                             | Montenegro                                                            | 1 – 0                                                                 | Galles                                                                | Qual. Euro 2012                                                       | -                                                                     | 57’                                                                   |
| 8-10-2010                                                             | Cardiff                                                               | Galles                                                                | 0 – 1                                                                 | Bulgaria                                                              | Qual. Euro 2012                                                       | -                                                                     |                                                                       |
| 12-10-2010                                                            | Basilea                                                               | Svizzera                                                              | 4 – 1                                                                 | Galles                                                                | Qual. Euro 2012                                                       | 1                                                                     |                                                                       |
| 10-8-2011                                                             | Cardiff                                                               | Galles                                                                | 1 – 2                                                                 | Australia                                                             | Amichevole                                                            | -                                                                     |                                                                       |
| 2-9-2011                                                              | Cardiff                                                               | Galles                                                                | 2 – 1                                                                 | Montenegro                                                            | Qual. Euro 2012                                                       | -                                                                     | 90+4’                                                                 |
| 6-9-2011                                                              | Londra                                                                | Inghilterra                                                           | 1 – 0                                                                 | Galles                                                                | Qual. Euro 2012                                                       | -                                                                     |                                                                       |
| 7-10-2011                                                             | Swansea                                                               | Galles                                                                | 2 – 0                                                                 | Svizzera                                                              | Qual. Euro 2012                                                       | 1                                                                     |                                                                       |
| 11-10-2011                                                            | Sofia                                                                 | Bulgaria                                                              | 0 – 1                                                                 | Galles                                                                | Qual. Euro 2012                                                       | 1                                                                     |                                                                       |
| 12-11-2011                                                            | Cardiff                                                               | Galles                                                                | 4 – 1                                                                 | Norvegia                                                              | Amichevole                                                            | 1                                                                     |                                                                       |
| 15-8-2012                                                             | Llanelli                                                              | Galles                                                                | 0 – 2                                                                 | Bosnia ed Erzegovina                                                  | Amichevole                                                            | -                                                                     | 62’                                                                   |
| 7-9-2012                                                              | Cardiff                                                               | Galles                                                                | 0 – 2                                                                 | Belgio                                                                | Qual. Mondiali 2014                                                   | -                                                                     |                                                                       |
| 11-9-2012                                                             | Novi Sad                                                              | Serbia                                                                | 6 – 1                                                                 | Galles                                                                | Qual. Mondiali 2014                                                   | 1                                                                     |                                                                       |
| 12-10-2012                                                            | Cardiff                                                               | Galles                                                                | 2 – 1                                                                 | Scozia                                                                | Qual. Mondiali 2014                                                   | 2                                                                     | 53’                                                                   |
| 16-10-2012                                                            | Osijek                                                                | Croazia                                                               | 2 – 0                                                                 | Galles                                                                | Qual. Mondiali 2014                                                   | -                                                                     |                                                                       |
| 6-2-2013                                                              | Swansea                                                               | Galles                                                                | 2 – 1                                                                 | Austria                                                               | Amichevole                                                            | 1                                                                     | 60’                                                                   |
| 22-3-2013                                                             | Glasgow                                                               | Scozia                                                                | 1 – 2                                                                 | Galles                                                                | Qual. Mondiali 2014                                                   | -                                                                     | 46’                                                                   |
| 26-3-2013                                                             | Swansea                                                               | Galles                                                                | 1 – 2                                                                 | Croazia                                                               | Qual. Mondiali 2014                                                   | 1                                                                     |                                                                       |
| 10-9-2013                                                             | Cardiff                                                               | Galles                                                                | 0 – 3                                                                 | Serbia                                                                | Qual. Mondiali 2014                                                   | -                                                                     | 58’                                                                   |
| 16-11-2013                                                            | Cardiff                                                               | Galles                                                                | 1 – 1                                                                 | Finlandia                                                             | Amichevole                                                            | -                                                                     |                                                                       |
| 5-3-2014                                                              | Cardiff                                                               | Galles                                                                | 3 – 1                                                                 | Islanda                                                               | Amichevole                                                            | 1                                                                     | 72’                                                                   |
| 9-9-2014                                                              | Andorra la Vella                                                      | Andorra                                                               | 1 – 2                                                                 | Galles                                                                | Qual. Euro 2016                                                       | 2                                                                     |                                                                       |
| 10-10-2014                                                            | Cardiff                                                               | Galles                                                                | 0 – 0                                                                 | Bosnia ed Erzegovina                                                  | Qual. Euro 2016                                                       | -                                                                     |                                                                       |
| 13-10-2014                                                            | Cardiff                                                               | Galles                                                                | 2 – 1                                                                 | Cipro                                                                 | Qual. Euro 2016                                                       | -                                                                     | 48’                                                                   |
| 16-11-2014                                                            | Bruxelles                                                             | Belgio                                                                | 0 – 0                                                                 | Galles                                                                | Qual. Euro 2016                                                       | -                                                                     |                                                                       |
| 28-3-2015                                                             | Haifa                                                                 | Israele                                                               | 0 – 3                                                                 | Galles                                                                | Qual. Euro 2016                                                       | 2                                                                     |                                                                       |
| 12-6-2015                                                             | Cardiff                                                               | Galles                                                                | 1 – 0                                                                 | Belgio                                                                | Qual. Euro 2016                                                       | 1                                                                     | 87’                                                                   |
| 3-9-2015                                                              | Nicosia                                                               | Cipro                                                                 | 0 – 1                                                                 | Galles                                                                | Qual. Euro 2016                                                       | 1                                                                     |                                                                       |
| 6-9-2015                                                              | Cardiff                                                               | Galles                                                                | 0 – 0                                                                 | Israele                                                               | Qual. Euro 2016                                                       | -                                                                     |                                                                       |
| 10-10-2015                                                            | Zenica                                                                | Bosnia ed Erzegovina                                                  | 2 – 0                                                                 | Galles                                                                | Qual. Euro 2016                                                       | -                                                                     |                                                                       |
| 13-10-2015                                                            | Cardiff                                                               | Galles                                                                | 2 – 0                                                                 | Andorra                                                               | Qual. Euro 2016                                                       | 1                                                                     |                                                                       |
| 5-6-2016                                                              | Solna                                                                 | Svezia                                                                | 3 – 0                                                                 | Galles                                                                | Amichevole                                                            | -                                                                     | 64’                                                                   |
| 11-6-2016                                                             | Bordeaux                                                              | Galles                                                                | 2 – 1                                                                 | Slovacchia                                                            | Euro 2016 - 1º turno                                                  | 1                                                                     |                                                                       |
| 16-6-2016                                                             | Lens                                                                  | Inghilterra                                                           | 2 – 1                                                                 | Galles                                                                | Euro 2016 - 1º turno                                                  | 1                                                                     |                                                                       |
| 20-6-2016                                                             | Tolosa                                                                | Galles                                                                | 3 – 0                                                                 | Russia                                                                | Euro 2016 - 1º turno                                                  | 1                                                                     | 83’                                                                   |
| 25-6-2016                                                             | Parigi                                                                | Galles                                                                | 1 – 0                                                                 | Irlanda del Nord                                                      | Euro 2016 - Ottavi di finale                                          | -                                                                     |                                                                       |
| 1-7-2016                                                              | Lilla                                                                 | Galles                                                                | 3 – 1                                                                 | Belgio                                                                | Euro 2016 - Quarti di finale                                          | -                                                                     |                                                                       |
| 6-7-2016                                                              | Lione                                                                 | Portogallo                                                            | 2 – 0                                                                 | Galles                                                                | Euro 2016 - Semifinale                                                | -                                                                     | 88’                                                                   |
| 5-9-2016                                                              | Cardiff                                                               | Galles                                                                | 4 – 0                                                                 | Moldavia                                                              | Qual. Mondiali 2018                                                   | 2                                                                     |                                                                       |
| 6-10-2016                                                             | Vienna                                                                | Austria                                                               | 2 – 2                                                                 | Galles                                                                | Qual. Mondiali 2018                                                   | -                                                                     |                                                                       |
| 9-10-2016                                                             | Cardiff                                                               | Galles                                                                | 1 – 1                                                                 | Georgia                                                               | Qual. Mondiali 2018                                                   | 1                                                                     |                                                                       |
| 12-11-2016                                                            | Cardiff                                                               | Galles                                                                | 1 – 1                                                                 | Serbia                                                                | Qual. Mondiali 2018                                                   | 1                                                                     | 35’                                                                   |
| 24-3-2017                                                             | Dublino                                                               | Irlanda                                                               | 0 – 0                                                                 | Galles                                                                | Qual. Mondiali 2018                                                   | -                                                                     | 68’                                                                   |
| 2-9-2017                                                              | Cardiff                                                               | Galles                                                                | 1 – 0                                                                 | Austria                                                               | Qual. Mondiali 2018                                                   | -                                                                     |                                                                       |
| 5-9-2017                                                              | Chișinău                                                              | Moldavia                                                              | 0 – 2                                                                 | Galles                                                                | Qual. Mondiali 2018                                                   | -                                                                     |                                                                       |
| 22-3-2018                                                             | Nanning                                                               | Cina                                                                  | 0 – 6                                                                 | Galles                                                                | Amichevole                                                            | 3                                                                     | 63’                                                                   |
| 26-3-2018                                                             | Nanning                                                               | Uruguay                                                               | 1 – 0                                                                 | Galles                                                                | Amichevole                                                            | -                                                                     |                                                                       |
| 6-9-2018                                                              | Cardiff                                                               | Galles                                                                | 4 – 1                                                                 | Irlanda                                                               | UEFA Nations League 2018-2019 - 1º turno                              | 1                                                                     | 75’                                                                   |
| 9-9-2018                                                              | Aarhus                                                                | Danimarca                                                             | 2 – 0                                                                 | Galles                                                                | UEFA Nations League 2018-2019 - 1º turno                              | -                                                                     |                                                                       |
| 16-11-2018                                                            | Cardiff                                                               | Galles                                                                | 1 – 2                                                                 | Danimarca                                                             | UEFA Nations League 2018-2019 - 1º turno                              | 1                                                                     |                                                                       |
| 20-11-2018                                                            | Elbasan                                                               | Albania                                                               | 1 – 0                                                                 | Galles                                                                | Amichevole                                                            | -                                                                     | 59’ 84’                                                               |
| 24-3-2019                                                             | Cardiff                                                               | Galles                                                                | 1 – 0                                                                 | Slovacchia                                                            | Qual. Euro 2020                                                       | -                                                                     | cap.                                                                  |
| 8-6-2019                                                              | Osijek                                                                | Croazia                                                               | 2 – 1                                                                 | Galles                                                                | Qual. Euro 2020                                                       | -                                                                     | cap. 49’                                                              |
| 11-6-2019                                                             | Budapest                                                              | Ungheria                                                              | 1 – 0                                                                 | Galles                                                                | Qual. Euro 2020                                                       | -                                                                     |                                                                       |
| 6-9-2019                                                              | Cardiff                                                               | Galles                                                                | 2 – 1                                                                 | Azerbaigian                                                           | Qual. Euro 2020                                                       | 1                                                                     | cap.                                                                  |
| 9-9-2019                                                              | Cardiff                                                               | Galles                                                                | 1 – 0                                                                 | Bielorussia                                                           | Amichevole                                                            | -                                                                     | 50’                                                                   |
| 10-10-2019                                                            | Trnava                                                                | Slovacchia                                                            | 1 – 1                                                                 | Galles                                                                | Qual. Euro 2020                                                       | -                                                                     | cap. 15’                                                              |
| 13-10-2019                                                            | Cardiff                                                               | Galles                                                                | 1 – 1                                                                 | Croazia                                                               | Qual. Euro 2020                                                       | 1                                                                     | cap.                                                                  |
| 16-11-2019                                                            | Baku                                                                  | Azerbaigian                                                           | 0 – 2                                                                 | Galles                                                                | Qual. Euro 2020                                                       | -                                                                     | cap. 60’                                                              |
| 19-11-2019                                                            | Cardiff                                                               | Galles                                                                | 2 – 0                                                                 | Ungheria                                                              | Qual. Euro 2020                                                       | -                                                                     | cap. 88’                                                              |
| 3-9-2020                                                              | Helsinki                                                              | Finlandia                                                             | 0 – 1                                                                 | Galles                                                                | UEFA Nations League 2020-2021 - 1º turno                              | -                                                                     | cap. 46’                                                              |
| 6-9-2020                                                              | Cardiff                                                               | Galles                                                                | 1 – 0                                                                 | Bulgaria                                                              | UEFA Nations League 2020-2021 - 1º turno                              | -                                                                     | cap.                                                                  |
| 15-11-2020                                                            | Cardiff                                                               | Galles                                                                | 1 – 0                                                                 | Irlanda                                                               | UEFA Nations League 2020-2021 - 1º turno                              | -                                                                     | cap.                                                                  |
| 18-11-2020                                                            | Cardiff                                                               | Galles                                                                | 3 – 1                                                                 | Finlandia                                                             | UEFA Nations League 2020-2021 - 1º turno                              | -                                                                     | cap. 61’                                                              |
| 24-3-2021                                                             | Lovanio                                                               | Belgio                                                                | 3 – 1                                                                 | Galles                                                                | Qual. Mondiali 2022                                                   | -                                                                     | cap. 84’                                                              |
| 27-3-2021                                                             | Cardiff                                                               | Galles                                                                | 1 – 0                                                                 | Messico                                                               | Amichevole                                                            | -                                                                     | 81’                                                                   |
| 30-3-2021                                                             | Cardiff                                                               | Galles                                                                | 1 – 0                                                                 | Rep. Ceca                                                             | Qual. Mondiali 2022                                                   | -                                                                     | cap.                                                                  |
| 2-6-2021                                                              | Nizza                                                                 | Francia                                                               | 3 – 0                                                                 | Galles                                                                | Amichevole                                                            | -                                                                     | cap. 59’                                                              |
| 5-6-2021                                                              | Cardiff                                                               | Galles                                                                | 0 – 0                                                                 | Albania                                                               | Amichevole                                                            | -                                                                     | 71’                                                                   |
| 12-6-2021                                                             | Baku                                                                  | Galles                                                                | 1 – 1                                                                 | Svizzera                                                              | Euro 2020 - 1º turno                                                  | -                                                                     | cap.                                                                  |
| 16-6-2021                                                             | Baku                                                                  | Turchia                                                               | 0 – 2                                                                 | Galles                                                                | Euro 2020 - 1º turno                                                  | -                                                                     | cap.                                                                  |
| 20-6-2021                                                             | Roma                                                                  | Italia                                                                | 1 – 0                                                                 | Galles                                                                | Euro 2020 - 1º turno                                                  | -                                                                     | cap. 86’                                                              |
| 26-6-2021                                                             | Amsterdam                                                             | Galles                                                                | 0 – 4                                                                 | Danimarca                                                             | Euro 2020 - Ottavi di finale                                          | -                                                                     | cap. 90+3’                                                            |
| 1-9-2021                                                              | Helsinki                                                              | Finlandia                                                             | 0 – 0                                                                 | Galles                                                                | Amichevole                                                            | -                                                                     | 83’                                                                   |
| 5-9-2021                                                              | Kazan'                                                                | Bielorussia                                                           | 2 – 3                                                                 | Galles                                                                | Qual. Mondiali 2022                                                   | 3                                                                     | cap.                                                                  |
| 8-9-2021                                                              | Cardiff                                                               | Galles                                                                | 0 – 0                                                                 | Estonia                                                               | Qual. Mondiali 2022                                                   | -                                                                     | cap.                                                                  |
| 13-11-2021                                                            | Cardiff                                                               | Galles                                                                | 5 – 1                                                                 | Bielorussia                                                           | Qual. Mondiali 2022                                                   | -                                                                     | cap. 46’                                                              |
| 24-3-2022                                                             | Cardiff                                                               | Galles                                                                | 2 – 1                                                                 | Austria                                                               | Qual. Mondiali 2022                                                   | 2                                                                     | cap. 90+3’                                                            |
| 29-3-2022                                                             | Cardiff                                                               | Galles                                                                | 1 – 1                                                                 | Rep. Ceca                                                             | Amichevole                                                            | -                                                                     | 81’                                                                   |
| 5-6-2022                                                              | Cardiff                                                               | Galles                                                                | 1 – 0                                                                 | Ucraina                                                               | Qual. Mondiali 2022                                                   | 1                                                                     | cap. 83’                                                              |
| 8-6-2022                                                              | Cardiff                                                               | Galles                                                                | 1 – 2                                                                 | Paesi Bassi                                                           | UEFA Nations League 2022-2023 - 1º turno                              | -                                                                     | 77’                                                                   |
| 11-6-2022                                                             | Cardiff                                                               | Galles                                                                | 1 – 1                                                                 | Belgio                                                                | UEFA Nations League 2022-2023 - 1º turno                              | -                                                                     | cap. 73’                                                              |
| 14-6-2022                                                             | Rotterdam                                                             | Paesi Bassi                                                           | 3 – 2                                                                 | Galles                                                                | UEFA Nations League 2022-2023 - 1º turno                              | 1                                                                     | 70’                                                                   |
| 22-9-2022                                                             | Bruxelles                                                             | Belgio                                                                | 2 – 1                                                                 | Galles                                                                | UEFA Nations League 2022-2023 - 1º turno                              | -                                                                     | 64’ 78’                                                               |
| 25-9-2022                                                             | Cardiff                                                               | Galles                                                                | 0 – 1                                                                 | Polonia                                                               | UEFA Nations League 2022-2023 - 1º turno                              | -                                                                     | cap.                                                                  |
| 21-11-2022                                                            | Al Rayyan                                                             | Stati Uniti                                                           | 1 – 1                                                                 | Galles                                                                | Mondiali 2022 - 1º turno                                              | 1                                                                     | cap. 40’                                                              |
| 25-11-2022                                                            | Al Rayyan                                                             | Galles                                                                | 0 – 2                                                                 | Iran                                                                  | Mondiali 2022 - 1º turno                                              | -                                                                     | cap.                                                                  |
| 29-11-2022                                                            | Al Rayyan                                                             | Galles                                                                | 0 – 3                                                                 | Inghilterra                                                           | Mondiali 2022 - 1º turno                                              | -                                                                     | cap. 46’                                                              |
| Totale                                                                |                                                                       | Presenze (1º posto)                                                   | 111                                                                   |                                                                       | Reti (1º posto)                                                       | 41                                                                    |                                                                       |

### Record

#### Real Madrid
- Calciatore britannico con più reti nel campionato spagnolo (81).

#### Galles
- Marcatore più giovane nella storia della nazionale gallese.
- Calciatore ad aver realizzato il maggior numero di reti (41).
- Calciatore con più presenze (111).

## Palmarès

### Club

#### Competizioni nazionali
- Coppa di Lega inglese: 1

Tottenham: 2007-2008
- Coppa di Spagna: 1

Real Madrid: 2013-2014
- Campionato spagnolo: 3

Real Madrid: 2016-2017, 2019-2020, 2021-2022
- Supercoppa di Spagna: 3

Real Madrid: 2017, 2020, 2022
- MLS Supporters' Shield: 1

Los Angeles FC: 2022
- Campionato MLS: 1

Los Angeles FC: 2022

#### Competizioni internazionali
- UEFA Champions League: 5

Real Madrid: 2013-2014, 2015-2016, 2016-2017, 2017-2018, 2021-2022
- Supercoppa UEFA: 3

Real Madrid: 2014, 2016, 2017
- Coppa del mondo per club: 4

Real Madrid: 2014, 2016, 2017, 2018

### Individuale
- Squadra dell'anno della PFA: 4

2007, 2011, 2012, 2013
- FA Premier League Player of the Month: 3

Aprile 2010, Gennaio 2012, Febbraio 2013
- Calciatore gallese dell'anno: 6

2010, 2011, 2013, 2014, 2015, 2016
- UEFA Team of the Year: 2

2011, 2013
- Giocatore dell'anno della PFA: 2

2011, 2013
- Giocatore dell'anno della FWA: 1

2013
- Giovane dell'anno della PFA: 1

2013
- ESM Team of the Year: 1

2012-2013
- Capocannoniere della Coppa del mondo per club FIFA: 2

2014 (2 gol, a pari merito con Sergio Ramos e Gerardo Torrado), 2018 (3 gol, a pari merito con Rafael Santos Borré)
- Squadra della stagione della UEFA Champions League: 1

2015-2016
- Miglior giocatore della Coppa del mondo per club FIFA: 1

2018